# Amelora suffusa
Amelora suffusa là một loài bướm đêm trong họ Geometridae.